# Борово (Західнопоморське воєводство)
Борово (пол. Borowo, нім. Alt Springe) — село в Польщі, у гміні Каліш-Поморський Дравського повіту Західнопоморського воєводства.
У 1975-1998 роках село належало до Кошалінського воєводства.